# Alessandro (figlio di Demetrio I)
Alessandro (in greco antico: Ἀλέξανδρος?, Aléxandros; dopo il 303 a.C. – Egitto, dopo il 246 a.C.), figlio di Demetrio I Poliorcete e della sua terza moglie Deidamia I, viene citato da Plutarco, che lo elenca tra i figli del re macedone alla fine della sua Vita.
I suoi genitori si erano sposati nel 303 a.C. e la madre morì nel 300-298 a.C.
Plutarco riferisce che Alessandro visse e morì in Egitto, probabilmente in cattività come ostaggio.
È probabile che si tratti dello stesso omonimo personaggio citato in un papiro di Zenone di Cauno dai primi anni del regno del re d'Egitto Tolomeo III. Il personaggio citato nel papiro viene indicato come un ostaggio che disponeva di due schiavi.